# Trachia
Trachia is een geslacht van weekdieren uit de klasse van de Gastropoda (slakken).

## Soort
- Trachia serpentinitica Vermeulen, Liew & Schilthuizen, 2015